# Geldjude

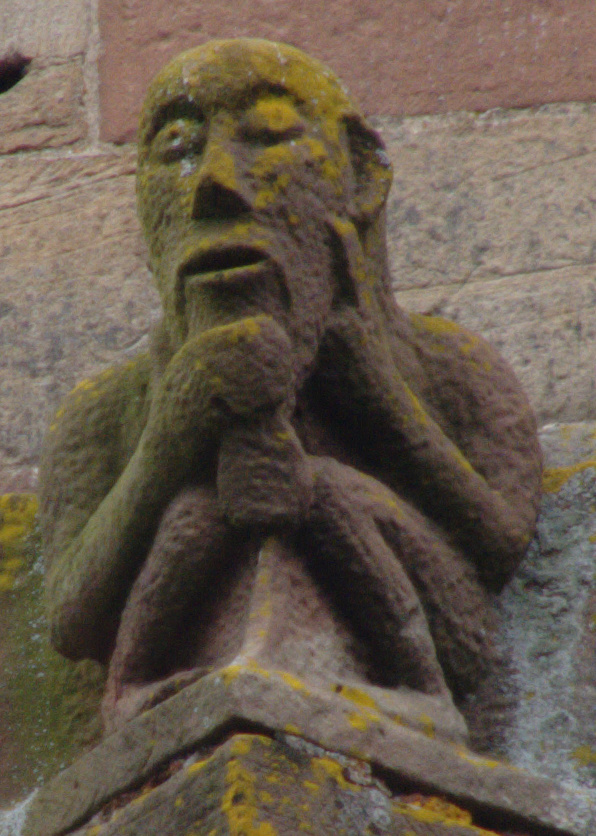
Jude mit Geldbörse als Symbol des Geizes, romanisch, Kloster Marmoutier (Elsass)

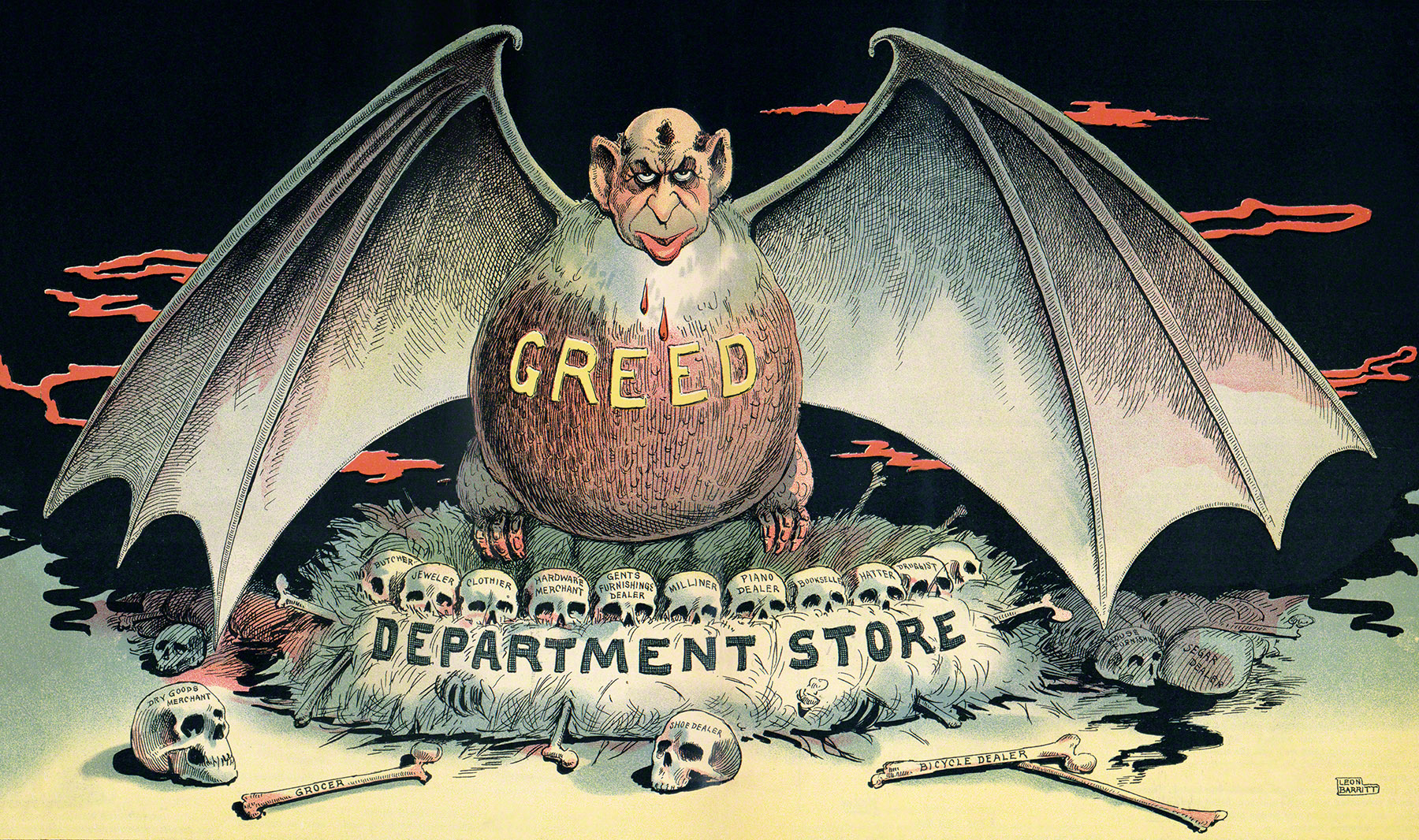
Leon Barrit 1851–1938: The commercial vampire. Poster (1898), antisemitische Darstellung des habgierigen („greed“) Kaufhausbesitzers, der auf einem Nest sitzt, das von menschlichen Schädeln umgeben ist, die verschiedene kommerzielle Branchen darstellen.

Zu den Stereotypen über Juden gehört das von den Geldjuden, den Wucherjuden, beziehungsweise den jüdischen Geldverleihern, allesamt Ethnophaulismen. Aus dem damit verbundenen Vorurteil von einer besonderen jüdischen Affinität zum Geld entwickelte sich der Mythos von der „jüdischen Finanzherrschaft“. Das Stereotyp wurde zum „Kapital der amerikanischen Ostküste“ sowie Beherrschung der Medien, der Weltwirtschaft und der Weltpolitik. Dies alles wurzelt in der Vorstellung vom mittelalterlichen Geldverleiher als Wucherer, der der christlichen Bevölkerung geschadet haben soll und aus dem dann der einflussreiche Bankier der Neuzeit wurde, der die Finanzgeschäfte an der Börse manipuliere. Lange war die Annahme verbreitet, dass Juden im Mittelalter aus anderen Berufen in den Geldhandel abgedrängt worden seien, worin sie dann ein Monopol besessen hätten; dies sei die Wurzel des Stereotyps gewesen. Diese Annahme gilt in der Geschichtswissenschaft als falsifiziert.

## Etymologie
Die Wahrnehmung von Juden als „Geldjuden“ ist durch das verbreitete Klischee des „Wuchers“ geprägt, welches ursprünglich nur das deutsche Wort für den vom lateinischen census (= Abschätzung) abgeleiteten Zins war. Der Begriff des Wuchers stammt von mittelhochdeutsch wuocher, althochdeutsch wuochar (für Nachwuchs, (Zins)gewinn, Vermehrung beziehungsweise Zunahme) beide Formen gehen auf den germanischen Wortstamm *wōkra- = „Ertrag, Zins“ zurück. Viel später entwickelte sich daraus die Bedeutung im Sinne des weit überhöhten Zinses beim Verleihen von Geld oder der Erzielung eines unverhältnismäßig hohen Gewinns beim Verkauf von Waren. Auch in Martin Luthers Bibelübersetzung (Lutherbibel) vom September 1522 sind die Begriffe „Zins“ und „Wucher“ noch gleichgestellt. Der „Judenzins“ wurde im 18. und 19. Jahrhundert ein antijudaistischer Begriff für Wucher, beziehungsweise Wucherzins. Der Geldjude wurde zum Synonym für Wucherer, die Geldjuderei zum Synonym für „jüdische Wucherei“. Begriffsvarianten finden sich im „Bankjuden“, „Münzjuden“, „Schacherjuden“, „Handelsjuden“ oder „Finanzjuden“, bis hin zum „Kornjuden“.
Die frühteste Verwendung der Bezeichnung Wucherjude findet sich bei dem Publizisten der Aufklärungszeit Christian Fürchtegott Gellert in seinem Lustspiel Das Los in der Lotterie (1746).

## Entstehungsgeschichte

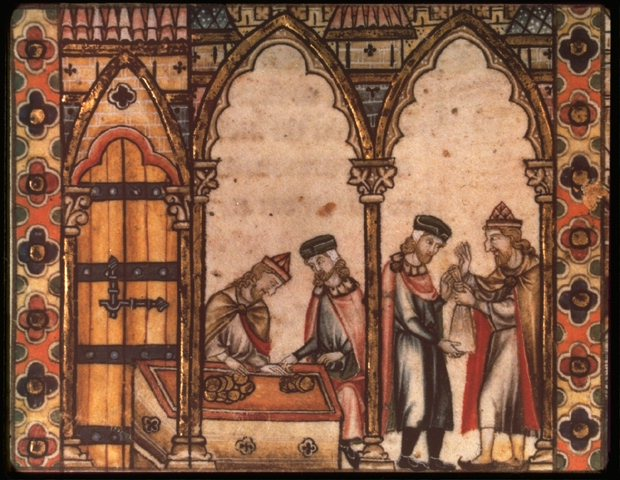
Mittelalterliche Illustration von jüdischen Geldverleihern in Frankreich. In der christlichen Bildkunst war der Judenhut das Kennzeichen für Juden. Ab Mitte des 13. Jahrhunderts und verstärkt im 14. Jahrhundert kam eine physiognomische Markierung – mittels Zerrbild vom hässlichen Juden u. a. mit Hakennase und wulstigen Lippen – hinzu. Dies wurde bis ins Spätmittelalter und in die Jetztzeit fortgeführt.

Von Judas Iskariot, der für dreißig Silberlinge Jesus Christus verriet, über die Figur des Shylock bis zu den Rothschilds ist kaum ein Stereotyp in der Geschichte des christlichen Abendlandes derart virulent wie das des geldgierigen Juden. Dieses Stereotyp lässt sich bereits in der Spätantike nachweisen, etwa bei den Kirchenvätern Ambrosius (De Tobia) und Augustinus. Dabei stand allerdings nicht der Vorwurf unredlicher ökonomischer Betätigung im Vordergrund, sondern die jüdische Verstocktheit, also die Weigerung, sich zum Christentum zu bekehren, die in Metaphern von Habgier oder der Unfähigkeit, angemessen mit Reichtum umzugehen, ausgedrückt wurde.
Lange herrschte in der Antisemitismusforschung die Ansicht vor, im Mittelalter hätten Juden den Geldverleih dominiert, weil es Christen verboten gewesen wäre, Zinsen zu nehmen. Beschwerden oder gar Empörung über jüdische Geldverleiher wären üblich gewesen. Diese Ansicht trifft indes nicht zu. Tatsächlich zielte das Zinsverbot auf Erscheinungsformen innerhalb des Christentums. Bernhard von Clairvaux (1090–1153) etwa bezeichnete in einem an die Geistlichkeit und das Volk in Ostfranken und Bayern gerichteten Schreiben die christlichen Geldverleiher als noch ärger als die jüdischen. Dafür gebrauchte er für Geldverleih gegen Zinsen den lateinischen Neologismus judaizare, also einen pejorativen Begriff, der ein „üblich jüdisches Verhalten“ bezeichnen sollte. Mit diesem Vorwurf wollte er den damals durchaus gängigen Geldverleih durch Christen kritisieren.
- 1139 wurde im Zweiten Laterankonzil im Canon 13 Erzbischöfen, Bischöfen und Äbten jedweden Ordens das Zinsnehmen untersagt.
- 1179 wurde im Dritten Laterankonzil im Canon 25 das sich immer mehr ausbreitende Verbrechen des Zinsnehmens („als würden sie es erlaubtermaßen ausüben“) bei Strafe der Exkommunikation verboten. Geistliche, die Wucherei zuließen, hatten sofort suspendiert zu werden.
- 1215 wurde im Vierten Laterankonzil im Canon 67 Juden „schwerer und unmäßiger Wucher, […] mit dem sie das Vermögen von Christen in kurzer Zeit erschöpfen“, verboten.

Es war demnach der „schwere und unmäßige Wucher“ – somit der „schwere und unmäßige Zins“ – verboten, nicht der „übliche Wucher“ – der „übliche Zins“.
Die These, Juden hätten im Mittelalter ein Monopol für den Geldverleih gehabt, wie sie etwa Clemens Escher im Handbuch des Antisemitismus (2008) vertritt, wird in der Geschichtswissenschaft heute bestritten.
Das Stereotyp des jüdischen Wuchers findet sich kaum in deutschen Volkspredigten oder anderen deutschen Texten nach dem 12. Jahrhundert. Die einzigen Quellen für diesen Zusammenhang sind die Chroniken der deutschen Städte. Das Ziel der Agitation der kirchlichen Prediger gegen Wucher war hauptsächlich der christliche Wucherer. Die Kombination des Geldverleihs durch Juden mit der angeblichen Hostienschändung wurde hingegen zur Strategie gegen eine verschwörerische Verwirklichung des jüdischen Machtstrebens und zu einer religiösen Diffamierung. Die Minoriten beklagten in ihren Predigten den angeblichen Wucher der Juden und provozierten damit immer wieder Ausschreitungen. Die brisanten antijüdischen Themen wie der „Wucher der Juden“, der „Hostienfrevel“ und der „Ritualmord“ machte vor allem der Minorit Johannes Capistranus (1386–1456) zu Zentralpunkten seiner Predigten, was 1453 in Breslau zu einem der schlimmsten Autodafés dieser Zeit führte.
Im 14. Jahrhundert konnten in den deutschen Städten nur Geldhändler (und Ärzte) eine Aufenthaltserlaubnis erwerben, andere Berufe wurden nur noch sekundär zum Kreditgeschäft betrieben. Als typisch für die Organisationsformen der Geldleihe erscheint der auf
eigene Rechnung, mit eigenem Kapital und auf eigenes Risiko wirkende einzelne Geldhändler. Dieser hat sich jedoch oft zur Erledigung
größerer Geschäfte wie auch zur Absicherung von bedenklichen Risiken – besonders bei auswärtigen Kunden – mit anderen Juden vergesellschaftet. „Der Topos vom Juden als Wucherer, der das Volk in seine „Zinsknechtschaft“ bringe, erschien schon früh und gehörte zu den wichtigsten Bestandteilen des antijüdischen Stereotyps. Er sprach der Minderheit in den Augen der Mehrheit eine geradezu unheimliche Macht zu. Im Spätmittelalter haben sich dann auch die Obrigkeiten solche Vorstellungen zu eigen gemacht und wurden zunehmend unwillig, den gerichtlichen Apparat zu Gunsten jüdischer Gläubiger einzusetzen“, so der Historiker Michael Toch.
Ein kolorierter Holzschnitt aus der Zeit um 1484 mit der Bezeichnung „Der Judenwucher“ ist ein Pamphlet gegen Zinsgeschäfte. Dargestellt ist eine Szene bei einem jüdischen Pfandleiher. „Der deutsche Text warnt den Leser mit einem Rechenbeispiel vor dem Wucher des Pfandleihers, der lateinische fordert die Obrigkeit auf, Maßnahmen dagegen zu ergreifen. Das Flugblatt ist ein Beleg für die judenfeindlichen Bewegungen im späten Mittelalter.“
Kreuzfahrer, die Kredite aufgenommen hatten, wurden von ihrem Eid zur Zahlung des Wuchers losgesprochen, ihren Gläubigern wurde die Rückerstattung der Zinsen auferlegt. Juden sollten durch die weltliche Macht zum Erlass der Zinsen gezwungen werden und bis dahin von der Gemeinschaft mit Christen gebannt sein. Für die Tilgung der eigentlichen Schuld sollten den Kreuzfahrern vergünstigte Bedingungen gewährt werden.
Bis ins 19. Jahrhundert gehörte es zur Politik vieler Landesherren, die Juden als nützliche Geldeintreiber zu sehen. Sie waren Beauftragte der Obrigkeit, kassierten vom Volk zwar die Steuern, mussten jedoch ihrerseits enorme Summen an die Landesherren und den Kaiser abführen. So blieb das für die Steuereintreiber verwendete Klischee des geldgierigen Zinsnehmers und Wucherers nicht an den wirklichen Empfängern des Geldes hängen, den Landesfürsten, sondern an deren Mittelsmännern, den Juden.

## Verfestigung des Vorurteils

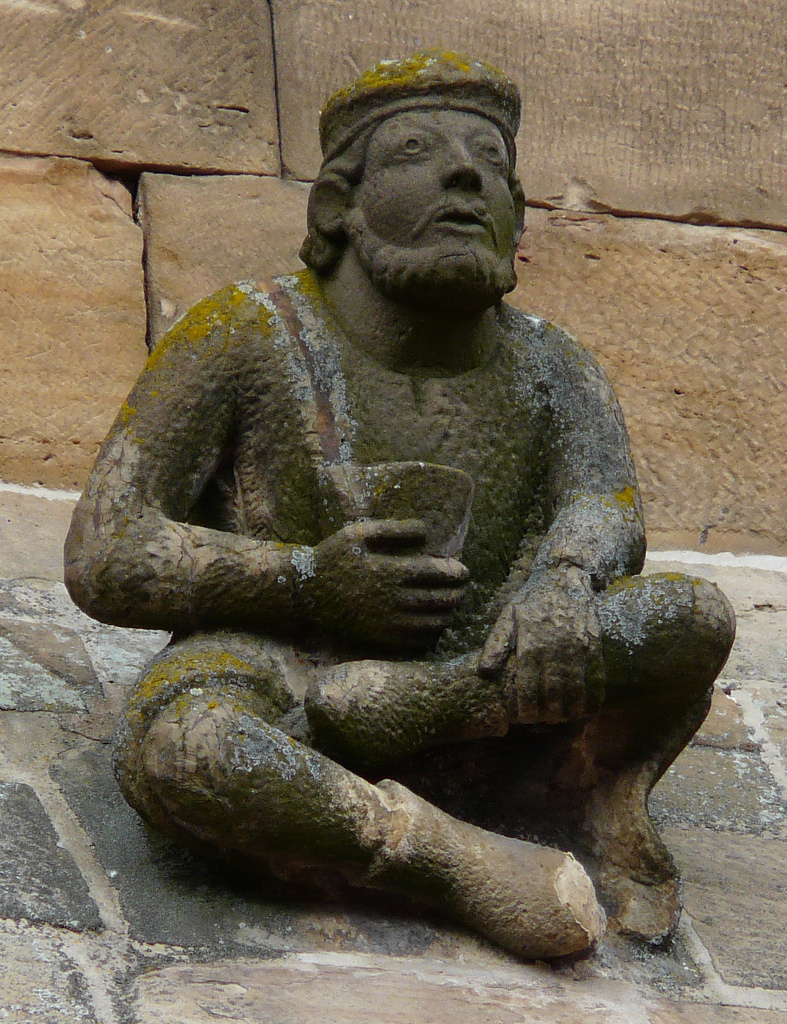
Auf dem Pultdach des Vierungsturms der Kirche St. Peter und Paul in Rosheim im Elsass sitzt ein Jude („jedenfalls ein Wucherer“) mit dem Beutel in der Hand.

Bekannte historische Persönlichkeiten verfestigten das antisemitische Vorurteil, das Geldwesen läge in der Hand von Juden. 1858 schrieb etwa der französische Frühsozialist Pierre-Joseph Proudhon den Juden einen „merkantilen und wucherischen Parasitismus“ zu und deklarierte den jüdischen Parasiten.
Für Alphonse Toussenel (1803–1885) waren „Jude, Wucherer und Geldhändler“ Synonyme (französisch „Juif, usurier, trafiquant sont pour moi synonymes“). Der amerikanische Dichter Ezra Pound (1885–1972) polemisierte in mehreren seiner 1937 erschienenen Cantos gegen Usura (lateinisch für Wucher), die er als „Krebsschaden der Welt“ ansah und als typisch jüdisch beschrieb.
Dieses Bild drang durch Legende und Sage, Volksroman und Karikatur tief in das Bewusstsein der Menschen ein und fand 1600 eine prominente Ausgestaltung in William Shakespeares Shylock im Kaufmann von Venedig. Als Shakespeare dieses Stück schrieb, gab es keine Juden in England. Sie waren bereits 1290 vertrieben worden. Sein Geldverleiher Shylock war bereits das Produkt einer überlieferten fixen Idee und nicht einer realen Beobachtung.
Bei Hofe spielten ab dem Ende des 16. Jahrhunderts bis Ende des 18. Jahrhunderts europaweit einige Hundert als Hofjuden bekannten Hoffaktoren eine feste finanzökonomische Rolle. Der Hoffaktor war ein an einem höfischen Herrschaftszentrum beziehungsweise im Hofstaat beschäftigter Kaufmann, der (Luxus-)Waren, Heereslieferungen oder Kapital für den Herrscher beschaffte.
Die Figur des Joseph Süß Oppenheimer (1698–1738), eines der berühmtesten Beispiele eines Hoffaktors, der nach dem plötzlichen Tode seines Landes- und Schutzherren Herzog Karl Alexander (1684–1737) aufgrund seiner (vermeintlich) jüdischen „Kabale“ 1738 in Stuttgart hingerichtet wurde, verfestigte das Vorurteil: 1827 veröffentlichte Wilhelm Hauff seine Novelle Jud Süß, 1925 erschien der gleichnamige Roman von Lion Feuchtwanger, 1930 brachte Paul Kornfeld ein Theaterstück Jud Süß heraus, 1934 kam der Film Jud Süß von Lothar Mendes in die britischen Kinos, 1940 brachte Veit Harlan den nationalsozialistischen Propagandafilm Jud Süß heraus.
Dem völkisch-antisemitischen Autor Peter Deeg (1908–2005) ermöglichte der Leiter des Verlages Der Stürmer, Julius Streicher, 1938 unter anderem die Veröffentlichung seines Buchs Hofjuden. Deeg ging es dabei um den Nachweis, dass „Hofjuden“ seit dem späten Mittelalter aus „Geldgier“, „nimmersatter Gefräßigkeit“ und dem „Verbrechercharakter der jüdischen Rasse“ folgend zur Eroberung der Weltherrschaft angesetzt hätten. Dabei stellte den gesellschaftlichen Gegenpol zu den (wenigen) privilegierten Hofjuden die breite Schicht des „Betteljudentums“ dar. Offiziell geduldet waren Juden nur, wenn sie durch das von ihnen abpressbare Vermögen nützlich waren. Juden, die ein bestimmtes Vermögensminimum nicht nachweisen konnten oder mit der Zahlung ihres Schutzgeldes in Rückstand gerieten, wurden des Landes verwiesen. Sie waren darauf angewiesen, ihren Unterhalt als Hausierer und Bettler umherziehend zu bestreiten.
Als prototypische „Geldjuden“ gelten die zahlreichen Mitglieder der Bankiersfamilien der Rothschilds oder der Warburgs.
Obwohl Juden und Nichtjuden in der Verfassung des Deutschen Reichs von 1871 gesetzlich gleichgestellt wurden, kamen in vielen Texten und Bildern unverhohlen antisemitische Vorurteile wie die „natürliche Nähe“ von Juden zum Geldhandel vor. Hämisch hat Wilhelm Busch (1832–1908) diese antisemitischen Klischees bedient. So heißt es beispielsweise in der frommen Helene (1872):
„Und der Jud mit krummer Ferse,

Krummer Nas’ und krummer Hos’

Schlängelt sich zur hohen Börse

Tiefverderbt und seelenlos.“
Verschwörungstheorien entstanden, wie etwa in den zu Beginn des 20. Jahrhunderts veröffentlichten Protokollen der Weisen von Zion, die bis heute wirken. In seinem Schauerroman „Biarritz“ (einer Quelle der „Protokolle der Weisen von Zion“) schilderte Hermann Goedsche alias Sir John Retcliffe schon 1868 die vermeintlichen Bank- und Börsenaktionen der Juden, die das Geld als Waffe anwenden sollten. Will Eisner hat in seinem Buch Das Komplott – Die wahre Geschichte der Protokolle der Weisen von Zion die Judenhetze entlarvt und mit dem Wunsch verbunden, dass sein Werk „vielleicht einen weiteren Nagel in den Sarg dieses schrecklichen, vampirähnlichen Betrugs schlagen kann“. Der Antisemit Hermann Esser (1900–1981) griff 1939 die „Protokolle“ in seinem Pamphlet Die jüdische Weltpest – Judendämmerung auf dem Erdball die stereotypen Vorurteile auf. Den Tempel von Jerusalem beispielsweise bezeichnet er als „jüdisches Zentralbankhaus“, das Alte Testament würde zur Ausbeutung aller Nichtjuden aufrufen. Er listet eine Vielzahl an Einzelbeispielen vieler Autoren auf, mit denen er den Bezug der Juden zum Geld beschreibt, aber vor allem das jüdische Kollektiv pauschal verurteilt: „Das Judentum ist verkörperter Materialismus in höchster Potenz der Sinnlichkeit, des Erraffens, des Ergaunerns, des Eigennutzes, der Herzlosigkeit und der Herrschsucht.“
Die Diffamierung vorgeblich jüdischer Geschäftsmethoden nahm auch in dem 1907 erstmals veröffentlichten „Handbuch der Judenfrage“ relativ breiten Raum ein. 1913 veröffentlichte dessen Autor Theodor Fritsch überdies unter einem Pseudonym eine ebenso umfangreiche wie hanebüchene Abhandlung über die „Juden im Handel und das Geheimnis ihres Erfolges“. Hierunter fällt auch das 1920–1922 erschienene Pamphlet von Henry Ford mit dem Titel „Der internationale Jude“. Erst 1986 sagte der Bürgermeister von Korschenbroich, Degenhardt Wilderich Graf von Spee-Mirbach (CDU), zur Sanierung des städtischen Haushalts „müsse man ein paar reiche Juden erschlagen“, worauf der Bürgermeister zurücktreten musste.
Der Historiker Wolfgang Geiger kritisiert, dass sich das Vorurteil bis heute in den Geschichtsbüchern der Gymnasien und selbst in der Brockhaus-Enzyklopädie von 2004 oder dem Duden Schülerlexikon gehalten habe. Während im Wissenschaftsbereich durch neue Lehrstühle, Institute und umfangreiche Forschungsarbeit beachtliche Fortschritte auf dem Gebiet der deutsch-jüdischen Geschichte zu verzeichnen sind, gilt dies nicht im gleichen Umfang für den Schulbereich.
Abraham Foxman beschreibt sechs Facetten des Vorurteils über Juden, die den „wirtschaftlichen Antisemitismus“ begründen. Sie haben sich bis heute gehalten und sind weltweit zu finden, insbesondere in Großbritannien, Deutschland, Argentinien und Spanien:
- Alle Juden wären reich.[33]:84
- Juden wären geizig und gierig.[33]:89
- Mächtige Juden würden die Geschäftswelt kontrollieren.[33]:93
- Das Judentum würde sich auf Profit und Materialismus fokussieren.[33]:98
- Juden wäre es erlaubt, Nichtjuden zu betrügen.[33]:102
- Juden würden ihre Macht nutzen, um „ihrer eigenen Gattung“ Vorteile zu verschaffen.[33]:105

Die Politologen Marc Grimm und Bodo Kahmann schreiben: „Im Stereotyp des Geldjuden wird das unpersönliche Machtmedium Geld personalisiert, substanzialisiert und konkretisiert und damit werden abstrakte, anonyme Herrschaftsverhältnisse quasi in persönliche rückübersetzt. Es findet eine Resubstanzialisierung des abstrakten Machtmediums Geld in der Figur des Geldjuden statt. Dieser Mechanismus zeugt von der Unfähigkeit von Antisemiten, mit abstrakten Eigentumsformen umzugehen, es zeugt von ihrer Hinwendung zu vorkapitalistischen Formen der Akkumulation und von einem mythischen Verhältnis zum Eigentum, das als in der Volksgemeinschaft verwurzelt imaginiert wird. Der zivilisatorische Entwicklungsschritt vom Grundeigentum zum frei flottierenden Kapitaleigentum, dem Finanzkapital, wird im Antisemitismus nicht mitvollzogen“.
Jean-Paul Sartre setzte der seiner Meinung nach falschen und gefährlichen Interpretation dieser Form des Antisemitismus entgegen: „So bestimmt anscheinend die Idee, die man sich vom Juden macht, die Geschichte und nicht die geschichtliche Begebenheit die Idee.“ In der historischen Antisemitismusforschung sei es inzwischen unstrittig, so der Soziologe und Antisemitismusforscher Klaus Holz im Jahr 2001, „dass sich der moderne Antisemitismus nicht aus Konflikten etwa um materielle Ressourcen zwischen jüdischer und nicht-jüdischer Bevölkerung erklären lässt. Zwar werde eine Nähe der Juden zum Kapitalismus konstatiert, aber daraus werde keine „korrespondenztheoretische Erklärung“ abgeleitet; es sei klar, dass die „besonderen Merkmale der Judenheit“ die Rolle eines, und das ist zentral, nur „scheinbaren Belegs antisemitischer Vorurteile“ spielten. Und doch spukt das berühmte ‚Körnchen Wahrheit‘, das im Stereotyp so schnell zu finden zu sein scheint, mehr oder weniger explizit noch immer durch die Köpfe und auch durch die Texte von Wissenschaftlern. Die geschichtliche Begebenheit wird immer wieder mit Hilfe von lange bekannten, oft erstaunlich stereotypen ‚Bildern vom Juden‘ analysiert und beschrieben. Bestimmte Vorstellungen und Beschreibungen von der „wirtschaftlichen Lage“ der Juden, von der treibenden jüdischen Kraft in der Wirtschaftsentwicklung und von den „regen“ Eigenschaften von ‚den Juden‘ in der Wirtschaft scheinen so plausibel zu sein, dass sie sich über die Zeit halten konnten.“

## Etablierung bis in die Moderne
Die mittelalterlichen Stereotypen von „Juden und Geld“ haben sich bis zum 21. Jahrhundert erhalten. Im Laufe der Jahrhunderte wurde über verschiedene Arten von Visualisierungen das Thema in „Juden als Feinde des Christentums und der Menschheit“, „Juden und der Antichrist“ und „Juden und Weltherrschaft“ umgesetzt. Diese Tropen werden in die säkularisierte und „gründlich kapitalisierte“ Welt von heute übertragen. Laut dem Germanisten und Antisemitismusforscher Winfried Frey werden sie von Generation zu Generation weitergegeben und wirken sich immer noch auf verschiedene Diskursformen aus, von politischer Agitation und Karikatur bis hin zu Kinderbüchern. Die 1938 durch die Nationalsozialisten erlassene Verordnung zur Ausschaltung der Juden aus dem deutschen Wirtschaftsleben hat das mittelalterliche Bild des „Geldjuden“ bestärkt.
In seiner 1911 veröffentlichten Schrift Die Juden und das Wirtschaftsleben machte der Soziologe und Volkswirt Werner Sombart (1863–1941) die Juden für die Errichtung des Kapitalismus verantwortlich. Das antisemitische Stereotyp, das die europäische Wirtschaftstheorie und -praxis seit dem frühmittelalterlichen Wucherverbot beeinflusst hat, stigmatisierte das jüdische Volk damit, eine besondere Rolle in der Wirtschaft gespielt zu haben. Sombart kennzeichnete nicht nur die besondere Befähigung der Juden zur kapitalistischen Wirtschaftsform, sondern wies den Hofjuden im Besonderen einen entscheidenden Anteil an der Begründung und Entwicklung des modernen Staates zu. Dieser Anteil gründe sich auf die Leistungen der Hofjuden als Lieferanten und Finanziers. Sombart zählt zu den deutschen Intellektuellen, die solche jahrhundertealten Stereotypen mit pseudowissenschaftlichen Argumenten untermauerten, die dem Antisemitismus in der ersten Hälfte des 20. Jahrhunderts seine besondere brutale Kraft verliehen. Sombart stieß mit seinen Thesen auf scharfen Widerspruch der Historiker. Sie haben Sombart vorgehalten, dass er fast gar keine originalen Quellen herangezogen habe, um seine Behauptungen zu stützen. Beispielsweise konnten die Historiker Felix Rachfahl (1867–1925) und Hermann Wätjen (1876–1944) für ihre Forschungsgebiete zeigen, wie einseitig und vielfach unzutreffend Sombarts Thesen und Darlegungen waren. Für den Wissenschaftler Friedemann Schmoll (* 1962) schlug Sombart hiermit eine Brücke zu einem offenen antisemitischen Antikapitalismus. Es wird auch nicht von „Geldamerikanern“, „Geldarabern“, „Geldchinesen“ oder „Geldrussen“ gesprochen, obwohl es dort zahlenmäßig weit mehr wohlhabende Menschen gibt, die in der Weltwirtschaft eine bedeutende Rolle spielen.
Die Historikerin Hannah Ahlheim (* 1978) schreibt hierzu, dass „dem spezifisch modernen antisemitischen Denken und den Bildern vom ‚Wirtschaftsjuden‘ zwar durchaus ‚reale‘ soziale und ökonomische Strukturen zu Grunde liegen, die die Gesellschaft und die Wirtschaftsordnung des späten 19. und 20. Jahrhunderts und damit auch die Lebenswelt und die innere Welt der Antisemiten prägten. Doch es ist eben diese innere Welt, es sind die inneren Konflikte, die Wünsche, Ängste und Aggressionen, es sind die Fantasien der Antisemiten, die uns in Gestalt ‚des Juden‘ entgegentreten, die sie in die abstrakte Figur des Juden ‚hineinsehen‘ und an konkreten Personen und Strukturen scheinbar zu belegen vermögen.“

## Kritik aus der Geschichtswissenschaft

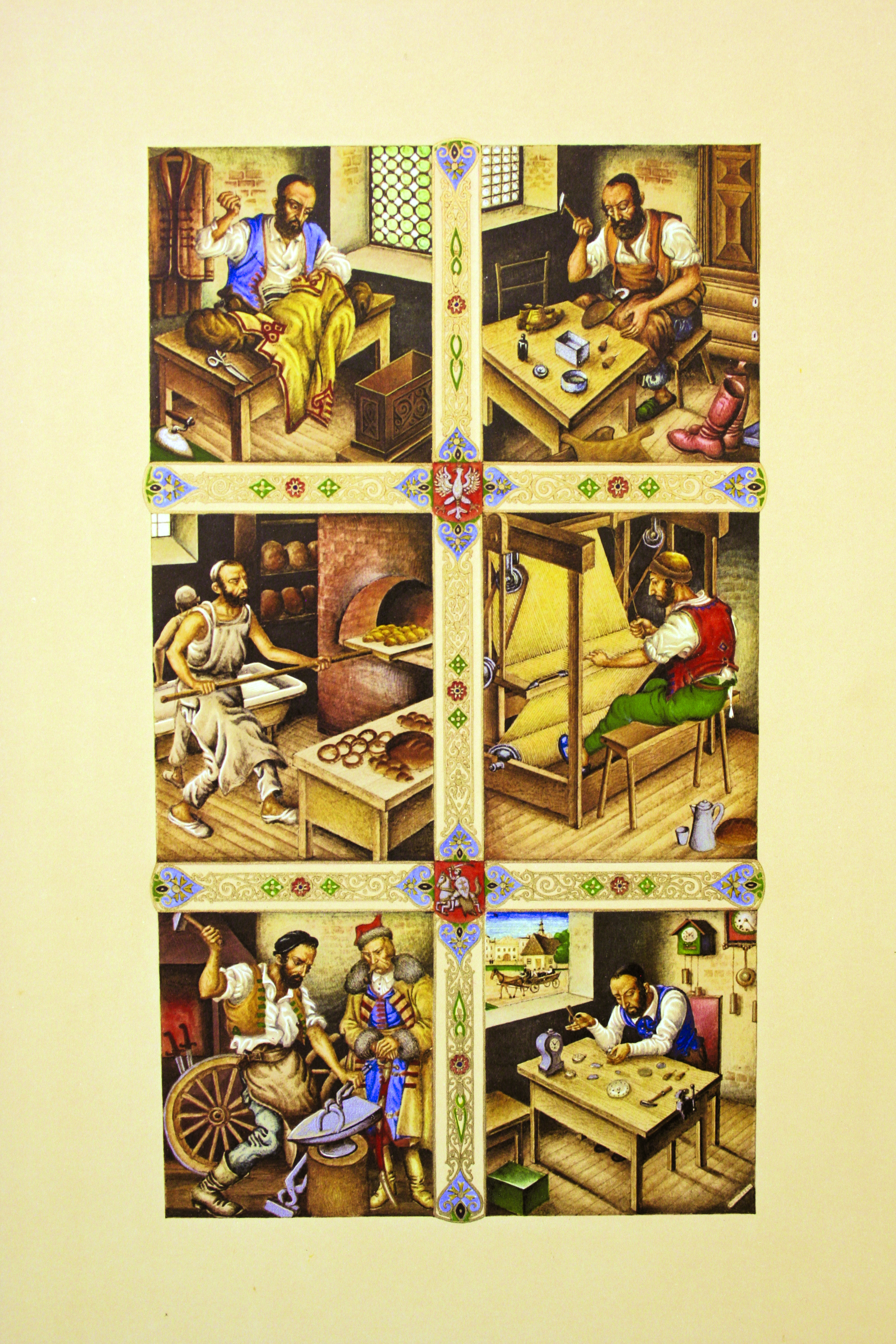
Das Statut von Kalisch (1264) gewährte den polnischen Juden weitreichende gesetzliche Rechte, einschließlich der Religionsfreiheit und des Rechts auf Handel und Reisen, die bis Ende des 18. Jahrhunderts wirkten. Arthur Szyk visualisierte 1932 das Statut. Diese Seite zeigt qualifizierte jüdische Handwerker und Händler als aktive, produktive Teilnehmer an der polnischen Wirtschaft.

Die Annahme, Juden seien im Mittelalter durch ein nur für Christen geltendes Zinsverbot und den Ausschluss aus den Zünften in den Geldverleih gedrängt worden, wird in der Geschichtswissenschaft kritisiert. Finanzwesen und Finanzwirtschaft waren keineswegs die einzigen Lebenserwerbe der Juden im Mittelalter, standen jedoch besonders im Fokus des traditionellen christlichen Antijudaismus. Im Handwerk war eine Trennlinie zwischen West- und Osteuropa besonders deutlich sichtbar. Während in Westeuropa, wo die Zünfte die Juden jahrhundertelang ausgeschlossen hatten, nur wenige jüdische Handwerker arbeiteten, gab es in Osteuropa zahlreiche jüdische Handwerker, Schneider und Schuster, Bäcker und Goldschmiede.

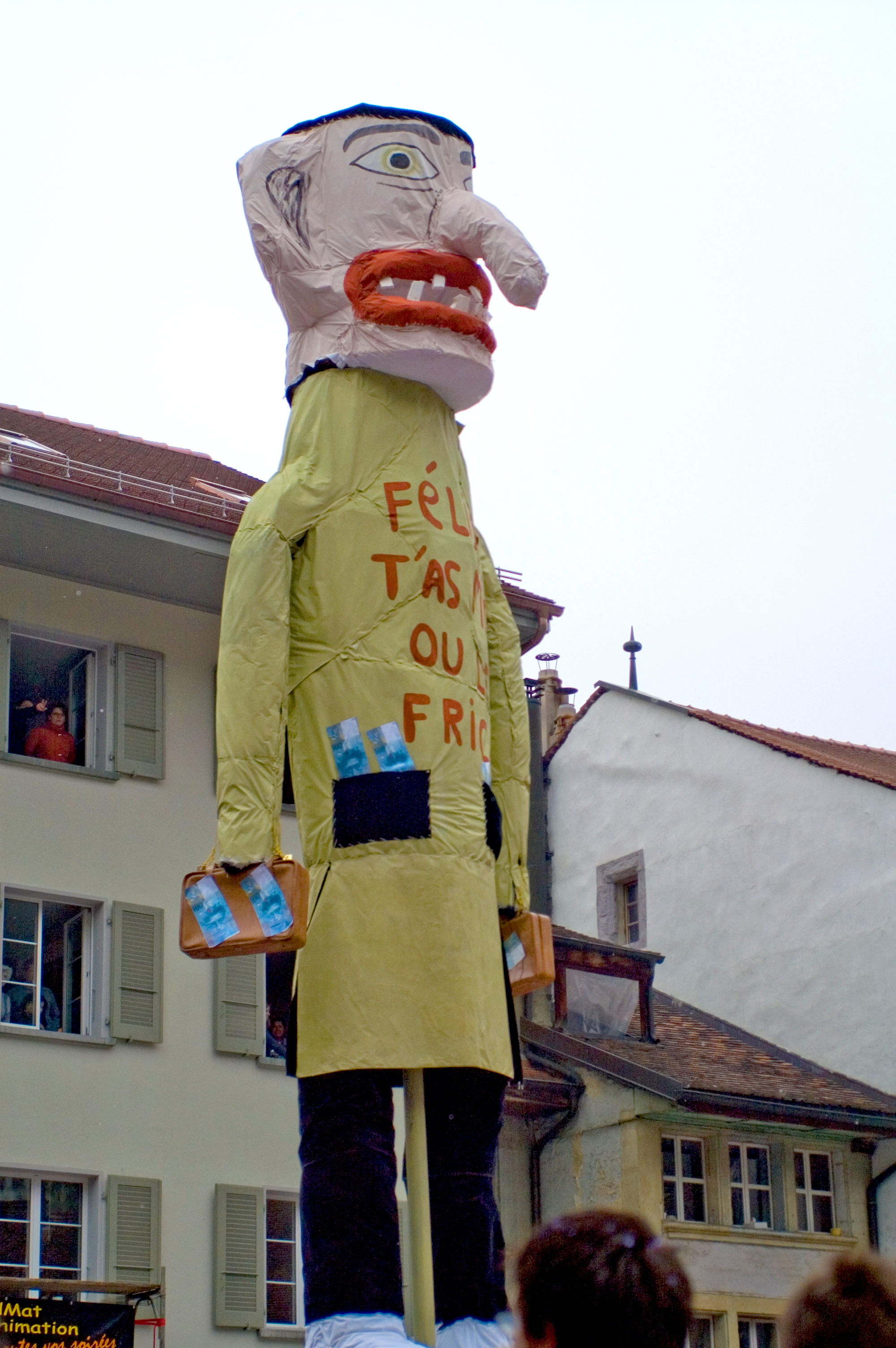
„Grand Rababou“ (französisches Kompositum aus Grand Rabba und boo!), hier abgebildet mit stereotypischer Hakennase und Geld in Koffern und Taschen, wird noch heute jährlich im christlich-abendländischen Karneval in effigie verbrannt.

Die wirtschaftliche Bedeutung der jüdischen Minderheit in den neu entstehenden Städten des ausgehenden 12. und des 13. Jahrhunderts in neuer Rolle – sei es als Händler, Geld- und Pfandleiher oder Verwalter von Münzstätten – hatte zwei Folgen. Zum einen deckte sie den Geldbedarf für die wachsende Wirtschaft trotz des Zinsverbotes, zum anderen konnte sie gerade dadurch diskriminiert und verfolgt werden. Wer nirgends mehr einen christlichen Kredit bekam, konnte bei jüdischen Geld- und Pfandleihern gegen Zinsen Geld leihen. Die Konnotation von „Juden-Geld“ und das stereotype Bild des „jüdischen Wucherers“ haben hier ihren Ursprung und im Laufe jahrhundertelanger kulturell tradierter Antijudaismen einen ganzen Mythenkomplex gestaltet, der von der christlichen Spätantike über Luther bis in die Gegenwart wirkt. Der Beruf des Geldverleihers wurde als unmoralisch herabgewürdigt, Juden wurden fälschlich als gierig, geizig und skrupellos dargestellt. Dies verstärkte sich noch mit dem Aufkommen der christlichen Inquisition, von Bettelorden und der Armutsbewegung im Spätmittelalter. Absurde Hochrechnungen wurden unterstellt, wie beispielsweise aus dem Verleih eines Gulden durch Zinseszinseffekte auf 20 Jahre hochgerechnet astronomische Schulden entstehen würden. Dabei handelte es sich meist um kurzfristige Kredite beziehungsweise in der Pfandleihe in der Regel um Güter von geringem Wert, wie Pfannen, Töpfe, Bettwäsche oder Kleidung.
Der Kleriker Madison Clinton Peters (1859–1918) hat bereits 1899 den Mythos zu entlarven versucht. Die kritische Sicht auf die mittelalterliche Geschichte der Juden in Deutschland ist jedoch erst in den 1990er Jahren in Bewegung geraten und hat neue Perspektiven gewonnen, unter anderem auf den Geschichtsmythos vom „reichen Juden“. Im Gegensatz zur allgemeinen Vorstellung wurde das christliche Zinsverbot in der Realität wenig respektiert. Die kanonische Rechtsetzung wurde und wird mit der Rechtswirklichkeit fälschlicherweise gleichgesetzt. Das kirchliche Recht war kein weltliches Recht. Die Kirche konnte ab 1179 den Wucherern nur mit Verweigerung eines christlichen Begräbnisses, dem Versagen von Beichte und Abendmahl oder ab 1274 mit der Exkommunikation zu Lebzeiten drohen. Beides betraf ausschließlich Christen. Letztlich blieb es jedoch bei den Androhungen.
Zum anderen waren die Zünfte und Gilden auf die Städte beschränkt, sodass Juden im ländlichen Raum sehr wohl in vielen Handwerksberufen tätig waren. Ebenso waren handwerkliche und andere Tätigkeiten aller Art innerhalb der jüdischen Gemeinschaften existenziell notwendig, wie beispielsweise Schneider, Schuhmacher, Schmied, Weber, Bäcker, Arzt, Zimmerer, Landwirt, Händler oder diverse rituelle Tätigkeiten wie Rabbiner, Schächter, Mohel und andere. Hinzu kamen Handwerksberufe, die von der Gesellschaft des Mittelalters verachtet wurden, dazu gehörten Müller, Schäfer, Abdecker, Gerber, Bader oder Barbiere. Diese Handwerke wurden jahrhundertelang als unehrliche Berufe – im Sinne unehrenhafter Berufe – eingeordnet und waren deshalb Juden nicht versperrt.
Der allergrößte Teil der jüdischen Bevölkerung lebte in ärmlichen Verhältnissen, so dass sie gar nicht über die Mittel verfügten, um als Geldverleiher aufzutreten. Die jüdische Geldleihe unterschied sich in manchen Punkten von der christlichen. So hatten Juden, bis im Italien des 15. Jahrhunderts die ersten öffentlichen Leihhauser aufkamen, das Vorrecht der Pfandleiher. Dies machte Juden zu Kreditgebern „kleiner Leute“, der Bürger, Handwerker und Bauern. Es gab aber zweifellos einige wenige begüterte Juden, die – neben den viel zahlreicheren christlichen Geldverleihern – tätig waren, was jedoch weder den Bezug zu Juden noch eine Verallgemeinerung zulässt.
Auch wurden Geldgeschäft im Mittelalter keineswegs nur von Juden betrieben. Bekannt sind zahlreiche christliche Geldverleiher, so etwa die noch heute existierende Banca Monte dei Paschi di Siena, die Compagnia dei Bardi, die Medici, die seit dem 14. Jahrhundert Bankgeschäfte tätigten, Kawerschen oder die Lombarden, viele Bürger von Asti und Arras, die Pepoli (insbesondere Romeo Pepoli, Taddeo Pepoli) oder in England die Audleys und Caursinis hingewiesen. Der Franziskaner-Orden rief in Italien die ersten Pfandleihhäuser ins Leben, sogenannte Monte di Pietà, die von den Darlehnsnehmern nur „kostendeckende“ Zinsen verlangten, etwa 10 %. Das erste entstand 1462 in Perugia, es folgten weitere Montes 1463 in Orvieto, 1471 in Viterbo, 1473 in Bologna und 1483 in Mailand.
Der Historiker Michael Toch betont in seinem 1997 erschienenen Beitrag Die Juden im mittelalterlichen Reich, dass gegenüber allgemein geläufigen Ansichten das Leben in Europa allgemein und in Deutschland besonders nur einen und keineswegs den bedeutendsten Abschnitt der jüdischen Geschichte des Mittelalters darstellt. Das Judentum Mitteleuropas konnte sich weder in Bevölkerungszahlen noch in seinen geistigen und sozialen Errungenschaften mit dem babylonischen Judentum des Frühmittelalters oder dem iberischen Judentum unter islamischer und später christlicher Herrschaft messen. Er führt aus, „dass die moderne Forschung mit der Vorstellung aufgeräumt hat, dass sich die Juden ausschließlich den Kredit- und Geldverleihberufen gewidmet hätten. Vielmehr wurde festgestellt, dass ein bedeutender Bevölkerungsteil seinen Lebenserwerb in Dienstleistungsberufen für die Oberschicht der Händler und Geldleiher fand, auch, dass gegen Ausgang des Spätmittelalters eine erneute Tendenz zum Warenhandel spürbar wird.“ … „Die frühere Ansicht, die die Gründe für die Verfolgungen bei den Juden selbst fand, besonders in ihrem wirtschaftlichen Verhalten als Geldleiher oder den Handel monopolhaft beherrschende Kaufleute, geht nach heutigem Verständnis fehl. Vielmehr ist sich die neuere Forschung einig, daß die Antriebe in den tiefgehenden religiösen Veränderungen der christlichen Gesellschaft zu suchen sind, die mit den Stichworten eucharistische Frömmigkeit, Armutsbewegung, Kirchenreform, Endzeiterwartung umschrieben werden können, sich im Laufe des 11. Jahrhunderts entwickelten und in der Kreuzzugsbewegung gipfelten.“

Der Historiker Andreas Rentz resümiert: 

„Polemik und Stereotypie gegen jüdische Wucher*innen entstanden nicht, weil so viele Geldleiher*innen zufällig Jüdinnen*Juden gewesen wären, sondern weil ihnen pauschal Geldleihe und Wucher unterstellt wurden. Jüdinnen*Juden waren nämlich so wenig Wucher*innen wie sie Ritualmörder*innen oder Brunnenvergifter*innen waren. Der Grund für diese Entstehung liegt daher vielmehr in einem spezifischen Verhältnis der Christ*innen zu den Jüdinnen*Juden. […] Die Vorstellung vom „Geldjuden“ ist ein christliches Stereotyp.“